# Quirima
Quirima (auch Kirima) ist eine Kleinstadt und ein Landkreis in Angola. Zusammen mit den Kreisen von Cambundi-Catembo und Luquembo wird es zur traditionellen Region Songo de Malanje gezählt.

## Verwaltung
Quirima ist Sitz eines gleichnamigen Landkreises (Município) in der Provinz Malanje. Der Kreis umfasst eine Fläche von 10.077 km² und hat 18.518 Einwohner (hochgerechnete Schätzung 2014). Die Volkszählung 2014 soll fortan gesicherte Bevölkerungsdaten liefern.
Der Kreis Quirima besteht aus zwei Gemeinden (Comunas):
- Quirima
- Sautar